# Конный разъезд

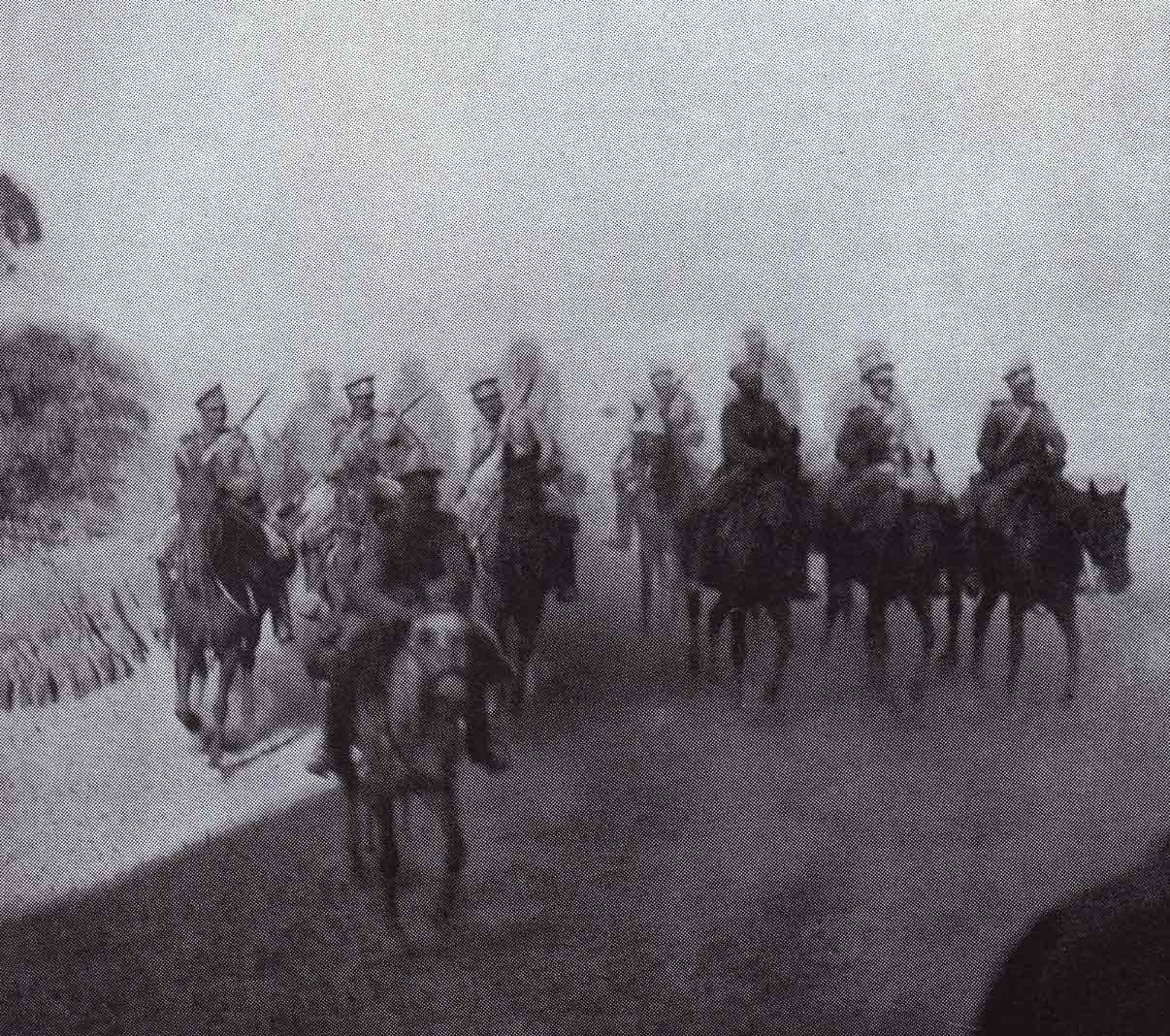
Кавалерийский разъезд выполняет разведывательную задачу в ходе Мукденского сражения, 1904 год.

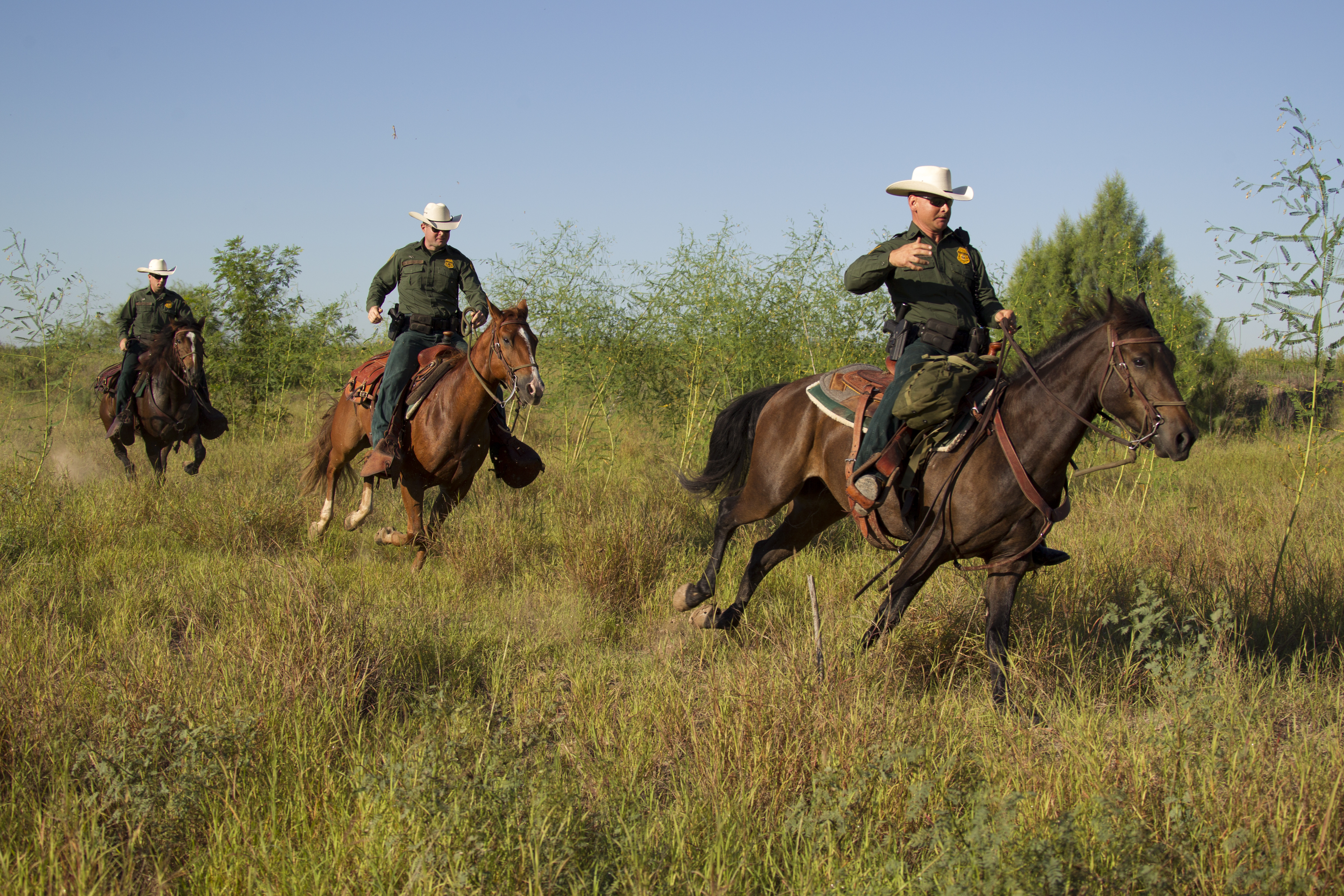
Пограничный конный патруль в южном Техасе.

Разъе́зд — исторический военный термин, который обозначал конный  патруль, выполняющий функции разведывательного подразделения в кавалерийских и артиллерийских частях РККА и  Советской армии, а также в вооружённых силах некоторых зарубежных государств.
Ранее назывался объезд, подъезд.

## История
Временное формирование типа разъезд существовало ещё в Русском войске для охраны границ (украин) Русского государства. В состав разъезда входил голова и несколько городовых казаков. 

Что касается границ станичных разъездов, то во время управления боярина Никиты Романовича путивльские станицы ездили к верховьям Тора, по Миюсу, Самаре, Арели к Днепру до Песьих Костей;— С. М. Соловьёв, Том VII. Глава I, История России с древнейших времён.
В Русской армии разъезды это небольшие кавалерийские команды для охранения войск, разведывания о неприятеле и о местности и для поддержания связи между отдельными частями войск. В соответствии с этим разъезды были сторожевые, летучие и для связи.
В кавалерийских частях численность разъезда могла быть от звена до взвода, он мог выделяться из состава кавалерийского полка или даже — отдельно действующего эскадрона для разведки в течение двух — трёх дней на удалении от своих сил на 25 — 35 километров. Помимо разведки противника и местности он мог выполнять и другие задачи, например — дозорные функции или уточнение данных о силах неприятеля на отдельных направлениях с завязыванием огневого контакта и без него.
В артиллерийских частях разъезд высылался от батареи, дивизиона или полка и в зависимости от назначения и ситуации выполнял разные задачи:
- передовой разъезд занимался разведкой противника на маршрутах движения своих сил;
- ближний и дальний разъезд пути выполнял оценку проходимости коммуникаций для прохождения по ним артиллерии, устранял незначительные помехи на маршруте или выбирал пути обхода препятствий и труднопроходимых участков;
- квартирьерский разъезд занимался поиском мест расположения личного состава;
- командирский разъезд занимался разведкой противника, выбором мест для развёртывания наблюдательных пунктов и огневых позиций.